# Pseudocharopinoides myliobatides
Pseudocharopinoides myliobatides is een eenoogkreeftjessoort uit de familie van de Lernaeopodidae. De wetenschappelijke naam van de soort is voor het eerst geldig gepubliceerd in 1987 door Castro-Romero & Baeza-Kuroki.